# Sylvain Bonmariage
Pour les articles homonymes, voir Bonmariage.
Sylvain Bonmariage ou Bonmariage de Cercy, dit le comte de Cercy d'Erville, est un écrivain français d'origine belge, né le 10 septembre 1887 à Bruxelles et mort le 4 novembre 1966 à Paris 14e.

## Biographie
Il est le fils du docteur Arthur Léonard Ghislain Bonmariage,, médecin (né à Monceau-sur-Sambre, province de Hainaut, le 13 juin 1849 et mort à Bruxelles le 21 mai 1920), et de sa seconde épouse Nellie Elizabeth Rossel (née à Holloway, en Angleterre).
Sylvain Bonmariage se marie en 1916 avec Micia Louise Eugénie Lebas (1890-1988), fille du général de brigade Albert Lebas (1853-1930), commandeur de la Légion d'honneur (ancien gouverneur militaire de Lille), de laquelle il divorcera en 1925 (elle se remariera avec le député Georges André-Fribourg, puis avec l'écrivain Julien Benda). Bonmariage se remariera successivement avec Marie Clotilde Georges, dont il divorcera aussi, puis avec Juliette Françoise Thoa (divorcée de Georges Pau), qui fut sa veuve.
Il a publié plus de soixante-dix ouvrages, très divers, dont de nombreux romans. Il a connu une multitude de personnalités de la première moitié du XXe siècle. C'est à lui que l'on doit un témoignage intéressant intitulé Willy, Colette et moi,  sur Colette et sur Willy. Un texte que les adorateurs de Colette tentèrent en vain de faire passer complètement sous silence lors de sa parution et qui a été republié en 2004. Sylvain Bonmariage a également été le préfacier de plusieurs livres.
En 1911, dans une lettre publique, Jean-Marc Bernard lui reprocha d'avoir plagié à quelques mots près, dans son livre Le Cœur et la vie, une page entière des Lourds commentaires sur un auteur léger, de Bernard. Francis Vurgey, directeur de la Fédération Artistique (Bruxelles), se plaignit lui aussi d'avoir été plagié par Bonmariage.
S’étant engagé dans la Légion étrangère, Sylvain Bonmariage est naturalisé français sous le nom « Bonmariage de Cercy » le 31 décembre 1914, par décret no 23594 de Raymond Poincaré (contresigné par Aristide Briand), au bénéfice de l’article 3 de la loi du 5 août 1914.
Le 25 septembre 1931, Bonmariage fait partie de la suite du duc d'Anjou et de Madrid, quand le chef de la maison de Bourbon rend visite à son cousin, le roi déchu Alphonse XIII en exil à Avon, près de Fontainebleau. C'est au cours de cette entrevue que le duc d'Anjou fait Alphonse XIII chevalier de l'ordre du Saint-Esprit. Sylvain Bonmariage de Cercy relatera à sa façon (« sur un ton léger et avec des erreurs ») cet adoubement dans un article de la revue Aux carrefours de l'histoire en 1959.
Inquiété au printemps 1940 pour défaitisme public, il est poursuivi par la justice française, mais l'instruction de son dossier se solde par un non-lieu. Après la défaite de mai-juin 1940, il donne des articles à la presse collaborationniste, en particulier La France au Travail, dirigée par Jean Drault. Il figurera pour cette raison sur la liste des écrivains interdits par le Comité national des écrivains à la Libération. Retiré de la vie publique après 1945, il retourne à son œuvre littéraire et la poursuivra jusqu'à son décès.
D'origine « naundorffiste », il se rallie au légitimisme sous l'influence du généalogiste Michel Josseaume (1922-2020), qui lui fit remarquer que « dans tous les cas de figure les descendants de Naundorff ne pouvaient avoir aucun droit au Trône de France, étant issus de mariages luthériens ou civils, voire même [sic] d’aucun mariage du tout ! ».

## Études
- Valentin Bresle, Un maître du roman : Sylvain Bonmariage, préface de Rosny Ainé, Mercure de Flandre, 1928.
- Francis Conem, Sylvain Bonmariage : une approche des mœurs littéraires de la période charnière Fin de Siècle-Belle Époque, A l'Enseigne de Fidélis, 2007.